# Кудлаенко, Сергей Владимирович
Сергей Владимирович Кудлаенко (укр. Сергій Володимирович Кудлаєнко; род. 13 октября 1975, Винница) — украинский политик. Народный депутат Украины VIII созыва (2014—2019). Депутат Винницкого областного совета (2010—2014). Являлся членом партии «Фронт перемен» (2009—2013). Кандидат экономических наук. Заслуженный работник сферы услуг Украины.

## Биография
Родился 13 октября 1975 года в Виннице в семье Владимира Вячеславовича и Людмилы Васильевны. Отец по специальности педагог, а мать — экономист. Бабушка и дедушка по материнской линии Василий Петрович и Галина Григорьевна Кушнир. Бабушка и дедушка по отцовской линии — Вячеслав Несторович (работал строителем) и Татьяна Кирилловна (работала на молокозаводе). Кудлаенко учился в школе № 10 города Винницы. В 1994 году окончил Винницкий технический колледж по специальности «радиоаппаратостроение».
Трудовую деятельность начал в 1991 году слесарем на Винницком заводе радиотехнической аппаратуры. В 1994 году получил должность оператора минифотолаборатории в винницком отделении Украино-венесуэльского совместного предприятия «КиевРусь», занимавшегося реализацией фотооборудования. В 1996 году перешёл на работу в винницкое отделение предприятия «Фокус», где прошёл путь от оператора до директора. В 2003 году окончил Киевский национальный торгово-экономический университет по специальности «учёт и аудит, ревизия и контроль» (2003).
В 2006 году стал начальником управления торговли, общественного питания и быта в Винницком городском совете, а в 2007 году — начальником управления развития потребительского рынка и услуг. В 2009 году окончил Национальную академию государственного управления при Президенте Украины по специальности «государственное управление». С 2011 по 2014 год являлся директором департамента административных услуг Винницкого городского совета. В 2012 году защитил кандидатскую диссертацию в Хмельницком национальном университете.

### Политическая деятельность
С 2003 по 2005 год возглавлял винницкое областное отделение Молодёжной партии Украины. В апреле 2009 года Кудлаенко был избран главой винницкого отделения партии «Фронт перемен». Выступал за инициирование референдума по поводу недопустимости изменения конституции Украины без волеизъявления граждан. Во время президентских выборов 2010 года являлся начальником винницкого штаба кандидата Арсения Яценюка. Яценюк в первом туре в Виннице набрал около 10 % голосов избирателей. Кудлаенко заявил, что такой результат был больше того, на который они рассчитывали. На местных выборах, состоявшихся в октябре 2010 года, Кудлаенко был избран депутатом Винницкого областного совета от «Фронта перемен». В облсовете являлся руководителем фракции «Фронта перемен». В 2011 году занимался организацией акции «Украина против Януковича». Накануне парламентских выборов 2012 года стало известно об объединении «Фронта перемен» с другими оппозиционными силами, после чего Кудлаенко был включён в непроходную часть списка «Батькивщины» (№ 81). На время избирательной кампании Кудлаенко приостановил членство во «Фронте перемен». После объединения «Фронта перемен» и «Батькивщины» летом 2013 года Кудлаенко отказался вступать в «Батькивщину».
Перед досрочными парламентскими выборами 2014 года Кудлаенко возглавил областной штаб Блока Петра Порошенко «Солидарность». Кроме того, политик был включён в список данной партии под № 63 и в итоге был избран народным депутатом Украины. В Верховной раде стал заместителем председателя комитета по вопросам государственного строительства, региональной политики и местного самоуправления. В декабре 2018 года Кудлаенко был включён в санкционный список Российской Федерации. На следующих выборах в Верховную раду в 2019 году Кудлаенко зарегистрировался как самовыдвеженец по 11 округу (Винница и часть Винницкого района), но занял второе место, набрав 15,11 % голосов избирателей.
9 января 2020 года Кудлаенко назначили руководителем дирекции по строительству международного аэропорта «Одесса».
На выборах главы Винницы в 2020 году Кудлаенко был выдвинут от партии «Европейская солидарность». Политик занял второе место, набрав 13,04 % голосов избирателей.

## Награды и звания
- Заслуженный работник сферы услуг Украины (2017)[2]

## Личная жизнь
Супруга — Татьяна Викторовна. Сыновья — Никита, Даниил и Андрей.